# آق‌حصار
آق‌حصار (به ترکی استانبولی: Akhisar) شهری است در کشور ترکیه که در استان مانیسا واقع شده‌است. جمعیت این شهر بر اساس سرشماری سال ۲۰۰۸ میلادی ۹۹٬۴۲۳ نفر و بر اساس برآوردهای سال ۲۰۰۹ میلادی ۱۰۲٬۴۵۳ نفر می‌باشد.